# Корнієнко Максим Петрович
Максим Володимирович Корнієнко (нар. 26 червня 1987, Дніпропетровськ) — український баскетболіст. Важкий форвард «Хіміка» (Южне) і національної збірної України. Майстер спорту України міжнародного класу (з січня 2014).

## Клубна кар'єра
Вихованець «Дніпра» (Дніпропетровськ).
Сезон 2013/14 провів у БК «Донецьк», з яким посів 4-е місце в чемпіонаті України. Корнієнко став найкращим у Суперлізі за кількістю блок-шотів (1,38), третім за підбираннями (7,00), дев'ятим у рейтингу ефективності (15,47) і десятим за кількістю набраних очок (11,65 очка в середньому за гру).
Улітку 2014 року перейшов до южненського «Хіміка».

## Збірна
Виступав за юнацькі та молодіжні збірні України різних вікових категорій. Дебютував у національній збірній 2009 року. Учасник чемпіонату Європи з баскетболу 2013, на якому українці посіли 6-те місце. Учасник чемпіонату світу 2014.